# Svidovské sedlo
Svidovské sedlo (także: Príslop, Prieslop; 1133 m n.p.m.) – wyraźna przełęcz w Niżnych Tatrach na Słowacji.

## Położenie
Przełęcz znajduje się w tzw. Ďumbierskich Tatrach, w bocznym grzbiecie Niżnych Tatr, biegnącym ku północy i rozdzielającym doliny: Bocianską na wschodzie i Jánską na zachodzie. Rozdziela Okrúhly vrch (1341 m n.p.m.) na południu od potężnego masywu Ohnišťa (1538 m n.p.m.) na północy. Znajduje się w granicach Parku Narodowego Niżne Tatry.

## Charakterystyka
Przełęcz stanowi dogodne połączenie między doliną Svidovo (którą spływa Svidovský potok) na wschodzie i doliną Púchalky na zachodzie. Ma formę trawiastego siodła, głęboko wciętego w grzbiet, który na północy wrasta w potężną ścianę masywu Ohnišťa, zwieńczoną wapiennymi urwiskami. Na polanie pod przełęczą, po wschodniej stronie (w zamknięciu doliny Svidovo) tradycyjnie stawał szałas pasterski. W siodle przełęczy pomniczek na mogile z czasów Słowackiego Powstania Narodowego.

## Turystyka
Przełęcz jest często odwiedzana przez turystów. Stanowi dogodny punkt wejściowy na Ohnište. Krzyżują się na niej dwa szlaki turystyczne:
- żółty : Jánska dolina – dolina Púchalky - Svidovské sedlo – dolina Svidovo – dolina Bocianska;
- zielony : Michalovské sedlo - Ohnište - Svidovské sedlo - Okrúhly vrch – Rovná hoľa.